# Santa Giustina
Santa Giustina es una localidad y comune italiana de la provincia de Belluno, región de Véneto, con 6.800 habitantes.

## Evolución demográfica
| Gráfica de evolución demográfica de Santa Giustina entre 1861 y 2001 |
|                                                                      |
| Fuente ISTAT - elaboración gráfica de Wikipedia                      |